# تايلس أوف ديستني
تايلس أوف ديستني (بالإنجليزية: Tales of Destiny)‏ هي لعبة فيديو تقمص الأدوار تم إنتاجها في سنة 1997 على أجهزة بلاي ستيشن 1 و بلاي ستيشن 2، تم تطويرها من قبل شركة نامكو تيلز ستوديو و تيلينيت جابان وتم توزيعها بواسطة شركة نامكو، تم إطلاقها أول مرة في اليابان في سنة 1997، ثم في سبتمبر 1998 تم إطلاقها في أمريكا الشمالية باللغة الإنجليزية.